# Czerniki (przystanek kolejowy)
Czerniki – przystanek osobowy w Czernikach na linii kolejowej nr 259, w województwie warmińsko-mazurskim, w powiecie kętrzyńskim, w Polsce.